# 克里斯蒂娜·文策尔

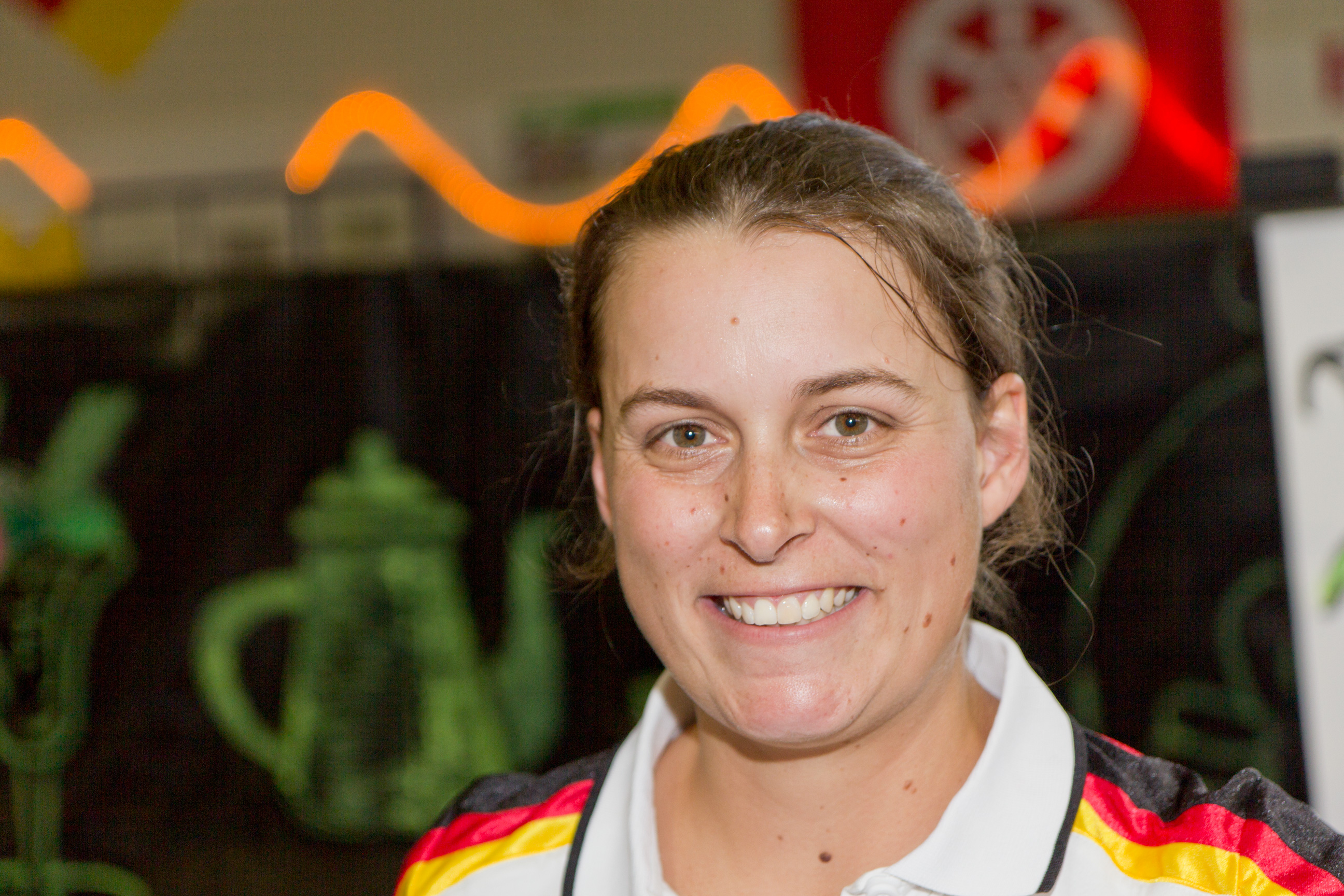
Christine Wenzel, 2012

克里斯蒂娜·文策尔（德語：Christine Wenzel，1981年7月10日—），旧姓布林克尔（Brinker），生于伊本比伦，德国女子射击运动员。曾参加2008年、2012年和2016年三届奥运，其中在2008年北京奥运期间获得女子定向飞靶的铜牌。